# Sömnapné
Sömnapné är andningsuppehåll under sömn som drabbar cirka 10 procent av dem som snarkar. För att det skall betraktas som apné måste uppehållet vara längre än 10 sekunder. Man har funnit ett samband mellan ökad risk för hjärt- och kärlsjukdomar och sömnapné.
Tillståndet delas upp i central sömnapné och obstruktiv sömnapné. Central sömnapné definieras som apnéer orsakade av upphävda andningssignaler till andningsmuskulaturen från hjärnstammens andningscentrum. Orsaken kan vara skador i centrala nervsystemet, lungsjukdom, hjärtsjukdom eller vara orsakad av en viss medicinering. Den obstruktiva formen av sömnapné beror på blockering av de övre luftvägarna, vilket förhindrar normal andning.
Båda typerna av apné leder till för låg halt av syre i arteriellt blod, medan halten av koldioxid blir för hög, vilket kan leda till acidos. Andningsuppehållen leder också till förhöjt blodtryck i både systemkretsloppet och lungkretsloppet. Personer med sömnapnésyndrom lider ofta av huvudvärk under den vakna delen av dygnet samt en mycket stark trötthet.
Orsaker till sömnapné är bland annat trånga övre luftvägar, övervikt, alkoholkonsumtion, allergisk svullnad eller lugnande läkemedel. Sätt att minska besvären för de drabbade, förutom bantning och avhållsamhet från alkohol, är bland annat CPAP (Continuous Positive Airway Pressure), en liten apparat som skapar positivt övertryck så att övre luftvägarna hålls öppna. En annan metod som har blivit alltmer förekommande är användning av speciella bettskenor, så kallade apnéskenor. Denna skena som tillverkas hos tandläkare, skjuter fram underkäken och därmed förbättrar luftpassagen i svalgregionen.  

## Syndrom
Sömnapnésyndrom avser en kombination av mer än ett visst antal andningsstörningsepisoder per timme under sömn; den nedre gränsen är något omtvistad men vanligtvis anges 5 till 15 apnéer, om vardera minst 10 sekunder, per timme som nedre gräns för mild sömnapné, 15 till 30 apnéer som måttlig och mer än 30 som svår sömnapné. Dagsymptomen yttrar sig i form av trötthet, sömnighet, huvudvärk eller koncentrationssvårigheter. Andningsstörningarna kan antingen vara totala, det vill säga ett upphävt luftflöde, och kallas då apnéer, eller partiella, det vill säga ett nedsatt luftflöde, och kallas då hypopnéer. Ofta är åtminstone de längre andningsstörningarna associerade med en nedgång i artärblodets syremättnad, en desaturation.
Andningsstörningar över ett visst gränsvärde som inte är förknippat med dagtidssymptom kallas sömnapné.
Andningsstörningarna delas in i centrala, som beror på en nedsatt känslighet i andningscentrum för sänkning av blodets syrgasmättnad, och obstruktiva, som beror på att svalgmuskulaturen faller samman och förhindrar luften att passera ner till lungorna. Vad gäller de obstruktiva andningsuppehållens ursprungliga orsak råder det idag en kontrovers mellan dem som anser att orsaken även till dessa står att finna i förändringar i centrala nervsystemet, så att det blir en felaktig reglering av muskeltonus i svalget från centrala centra, och dem som menar att orsaken är perifera förändringar i svalgets nerver och muskulatur, orsakade av lokala vibrationsskador till följd av snarkning.

## Obstruktiv sömnapné
Obstruktiv sömnapné (OSA) är andningsuppehåll förorsakat av att övre luftvägarna täpps till under sömn. OSA är den vanligaste sömnstörningen som förekommer hos ca 10 % av kvinnor och 20 % av män i åldersintervallet 30–60 år  i Sverige. Globalt ser man en spridning av prevalensen i OSA, 6-19% hos kvinnor och 13-33% hos män, anledningen till detta tros bero på variation av de kriterier som används för definitionen och metodologisk heterogeniter .  
OSA kan drabba alla åldersgrupper, från nyfödda till vuxna av båda könen. Vanligtvis håller de muskler som styr tungan och mjuka gommen de övre luftvägarna öppna under sömnen. Om dessa muskler slappnar av, blir luftvägarna trängre, vilket ger upphov till snarkningar och ibland andningssvårigheter. Om musklerna i de övre luftvägarna slappnar av alltför mycket, kan luftvägarna täppas till fullständigt och andningen förhindras. Detta är obstruktiv sömnapné. 
Individer med OSA kan ha både temporära och permanenta förändringar i lungblodflödet. När det inträffar en andningsstörning (apné eller hypopné) sker frekventa fluktuationer i trycket i lungkretsloppet, detta kan gradvis öka under sömnen, i synnerhet vid flertalet episoder, som orsakar övergående syrebrist  . 
Vanliga symptom är högljudd snarkning med andningsuppehåll, som leder till tystnad och därefter ett kort uppvaknande med ökad andning. Andra allvarliga följder som förknippas med OSA är depression, högt blodtryck, allvarliga hjärtbesvär samt sexuella problem, till exempel impotens.
Den vanligaste behandlingstypen är CPAP (Continuous Positive Airway Pressure). Denna typ av behandling sker helt utan mediciner eller operationer.

## Konsekvenser
Obehandlat sömnapnésyndrom är associerat med högt blodtryck, förmaksflimmer, hjärtsvikt, stroke och diabetes. En studie presenterad 2012 har visat att hypoxi (en otillräcklig tillförsel av syre) som karakteriserar sömnapné främjar angiogenes som ökar vaskulär- och tumörtillväxt. Vilket i sin tur resulterar i en 4,8 gånger högre förekomst av cancer med dödlig utgång. Enligt en studie av National Center for Biotechnology Information kan det också orsaka papillödem.

## Behandling

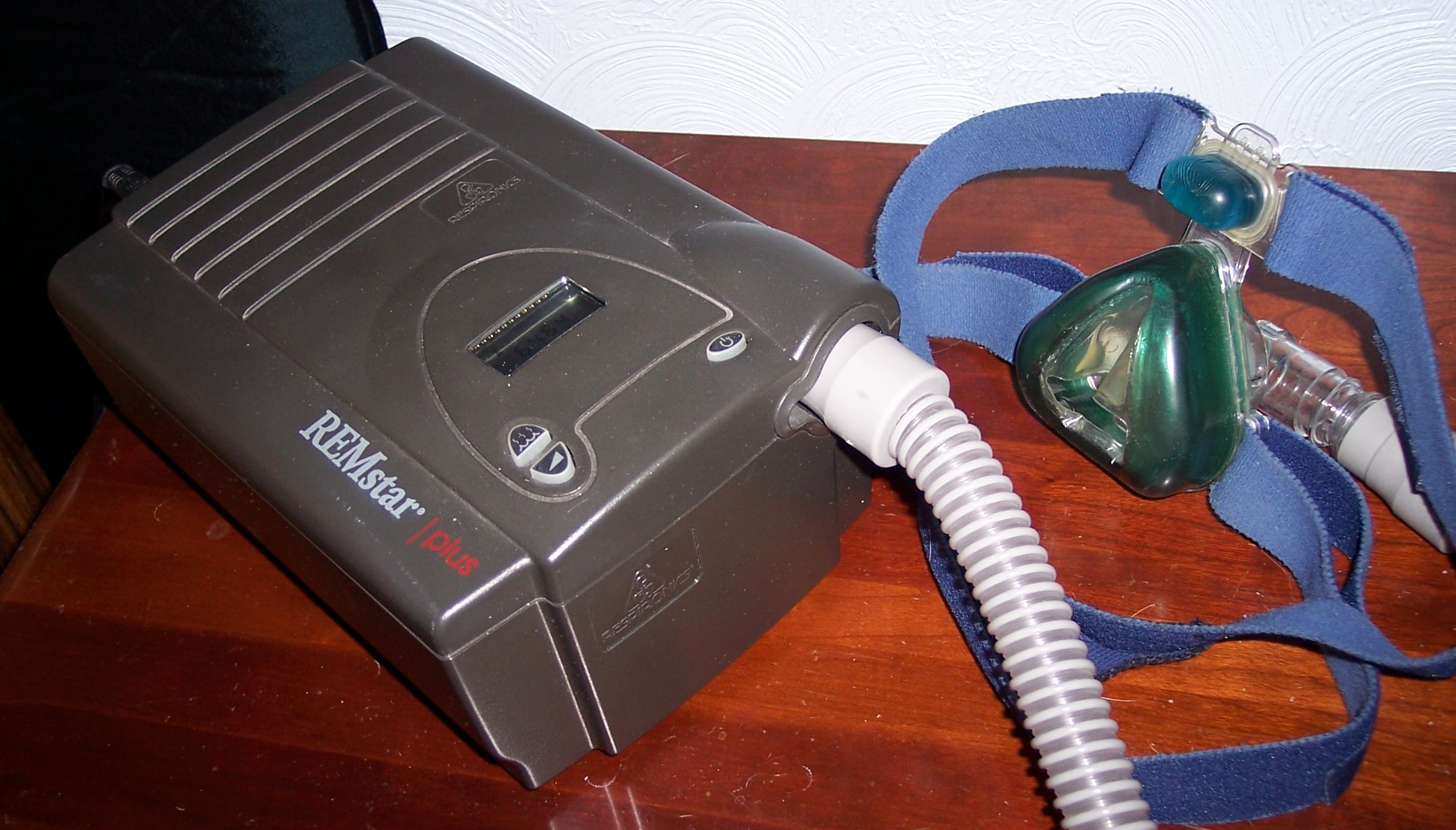
CPAP-maskin med tillhörande mask

Behandlingen består i första hand av livsstilsförändringar som viktnedgång och minskad alkoholkonsumtion. Bettskena (antiapnéskena, AAS) kan hjälpa för dem som framför allt har besvär i ryggläge och har en tandstatus som tillåter en bettskena. Har man endast besvär i ryggläge är även en speciell ryggsäck användbar för att undvika ryggläge. Vid måttlig till uttalad OSA är Continuous Positive Airway Pressure (CPAP) den vanligaste behandlingsformen. Det finns också olika kirurgiska behandlingsmetoder.
Vid svårare OSA som inte gått att behandla med CPAP eller antiapnéskena kan kirurgisk käkförflyttning bli aktuell. 

### CPAP
CPAP (Continuous Positive Airway Pressure, en typ av övertrycksandning) är ett medicinskt hjälpmedel som skapar ett konstant övertryck i luftvägarna och minskar i hög grad antalet obstruktiva sömnapéer samt dagtröttheten vid alla grader av OSA. CPAP består av en maskin som via en slang och tillhörande ansiktsmask av silicon (täckande näsa och mun) används under sömnen och som pressar ner luft i andningsvägarna och därmed förhindrar andningsuppehåll. Det finns även CPAP som bara täcker näsan. CPAP är förstahandsalternativ vid svår OSA, icke positionsberoende OSA samt för patienter med övervikt eller som har kardiovaskulära sjukdomar. 

Om CPAP används rätt kan behandlingen också skydda hjärt-kärlsystemet hos personer med OSA. En systematisk forskningsöversikt som har granskats och kommenterats av Statens berdning för medicinsk och social utvärdering (SBU) visar att risken för patienter med OSA att drabbas av allvarliga, akuta hjärt-kärlproblem blir lägre när de använder CPAP minst fyra timmar per dygn.
När sömnapnén inte är obstruktiv utan centralt orsakad är situationen däremot helt annorlunda. Personer som har central sömnapné plus hjärtsvikt och kraftigt försämrad pumpförmåga i hjärtat ska enligt europeisk praxis undvika en typ av övertrycksandning som kallas ASV (adaptiv-servo ventilation), eftersom den i dessa fall gör mer skada än nytta.

### Bettskena
Antiapnéskena (AAS) det vill säga mandibelframdragande bettskena är ett annat hjälpmedel som är lämpligare att användas vid mild till medelsvår OSA och för framför allt patienter som sover i ryggläge.

### Kirurgisk käkförflyttning
Patienter med sömnapnésjukdom har ofta förträngning av de övre luftvägarna och svalget. Ökning av utrymmet bakom näsa, tunga och övre delen av svalget är ett sätt att förbättra andningen och kan göras genom kirurgisk förflyttning av käkarna. Operationen utförs under generell anestesi. Kirurgisk korrektion av käkarna sker enligt ett standardförfarande. Före det kirurgiska ingreppet kan patienten förses med en tandburen tandställning som används under operationen för att skapa den planerade käkrelationen. Framflyttning av överkäken sker genom LeFort I-osteotomi och underkäken genom en bilateral sagittal split- osteotomi (BSSO).

## Historik
Den kliniska bilden av detta sjukdomstillstånd har länge setts som ett karaktärsdrag, utan förståelse av sjukdomsprocessen. Beskrivningen av tjockisen Joe, i Charles Dickens roman The Pickwick Papers, är en noggrann klinisk bild av en vuxen med obstruktiv sömnapnésyndrom. De tidiga rapporterna om obstruktiv sömnapné i den medicinska litteraturen beskriver mycket hårt drabbade individer, ofta med svår hypoxemi, hyperkapni och hjärtsvikt.
Behandlingen av obstruktiv sömnapné revolutionerades med införandet av kontinuerlig CPAP, vilket först beskrevs 1981 av Colin Sullivan och medarbetare i Sydney, Australien. De första CPAP modellerna var skrymmande och bullriga, men designen blev snabbt bättre och vid slutet av 1980-talet var CPAP allmänt accepterad. Tillgången till effektiv behandling stimulerade en offensiv for att diagnosticera drabbade individer och ledde till upprättandet av specialiserade kliniker tillägnade diagnos och behandling av sömnstörningar.